# Beilerstraat 27 (Assen)
Het woonhuis aan de Beilerstraat 27 in de Nederlandse stad Assen is een monument.

## Beschrijving
Het huis werd in 1858 gebouwd voor J. Kloekers aan de Beilerstraat en is van het Asser type, een benaming die in de stad wordt gegeven aan verdiepingsloze woonhuizen met een verhoogde middenpartij. In andere regio's wordt dit type ook wel middenganghuis genoemd. 
Het gepleisterde pand heeft een met pannen gedekt schilddak. De voorgevel had aanvankelijk een symmetrische opbouw van vijf traveeën breed. In 1916 werd een deel van het pand verbouwd tot meubelzaak en werden de twee vensters aan de linkerkant vervangen door een etalageruit.

## Waardering
Het pand is een gemeentelijk monument.